# Тараненко, Николай Степанович
Николай Степанович Тараненко (1868 — после 1912) — крестьянин, член III Государственной думы от Екатеринославской губернии.

## Биография
Православный, крестьянин села Каменно-Бродское Каменно-Бродской волости Славяносербского уезда.
Начальное образование получил дома. Был на военной службе, вышел в отставку унтер-офицером. Занимался земледелием (3 десятины надельной земли). Состоял председателем церковного попечительства.
В 1907 году был избран членом III Государственной думы от Екатеринославской губернии съездом уполномоченных от волостей. Входил во фракцию октябристов. Состоял членом комиссии по переселенческому делу.
Судьба после 1912 года неизвестна. Был женат.